# ケビン・ベネマン
ケビン・ベネマン（Kevin Vennemann、1977年‐）は、ノルトライン＝ヴェストファーレン州ドルステン出身のドイツ人作家。ズーアカンプ出版より作品を発表している。

## 来歴
ドイツ学、英語学、ユダヤ学を学んだ後、ベルリン自由大学にて修士課程を修了。2002年に小品集「Wolfskinderringe」でデビューした後、2005年発表の処女小説「Nahe Jedenew」で国内外で成功を収める。2007年発表の小説「Mara Kogoj」でも前作同様、ナチスの第三帝国がテーマとして扱われている。この他にも多数のエッセイ集あり。
2009年よりニューヨーク大学博士課程に在籍中。2015年にはゲーテ・インスティトゥート・ヴィラ鴨川（京都）の招聘アーティストとして日本に滞在予定。